# 下毛野稲麻呂
下毛野 稲麻呂（しもつけの の いなまろ）は、奈良時代中期から後期にかけての貴族。位階は従四位下。

## 経歴
聖武朝の天平15年（743年）従六位上から二階昇進して外従五位下となり、天平18年（746年）内位の従五位下に叙せられる。
天平感宝元年（757年）藤原仲麻呂の紫微内相就任と同時に従五位上、天平宝字4年（760年）仲麻呂の従一位・太師叙任と同時に二階昇進して正五位上に昇叙されるなど、藤原仲麻呂政権下で順調に昇進した。天平宝字8年（764年）に発生した藤原仲麻呂の乱では仲麻呂側に加勢せずに難を逃れたらしく、孝謙朝の神護景雲2年（768年）従四位下に至っている。
光仁朝の宝亀2年（771年）11月30日卒去。最終官位は散位従四位下。

## 官歴
『続日本紀』による。
- 時期不詳：従六位上
- 天平15年（743年） 5月5日：外従五位下（越階）
- 天平18年（746年） 4月22日：従五位下（内位）
- 天平感宝元年（757年） 5月20日：従五位上
- 天平宝字4年（760年） 1月4日：正五位上（越階）
- 神護景雲2年（768年） 11月28日：従四位下
- 宝亀2年（771年） 11月30日：卒去（散位従四位下）